# Mühleberg
Mühleberg är en ort och kommun i distriktet Bern-Mittelland i kantonen Bern, Schweiz. Kommunen har 3 079 invånare (2023).
I kommunen finns även orterna Gümmnenen och Rosshäuser samt det nedlagda kärnkraftverket Mühleberg (stängdes av 20 december 2019).